# Ceterach officinarum
Ceterach officinarum,  Asplenium ceterach o doradilla es una especie de helecho perteneciente a la familia Aspleniaceae. 

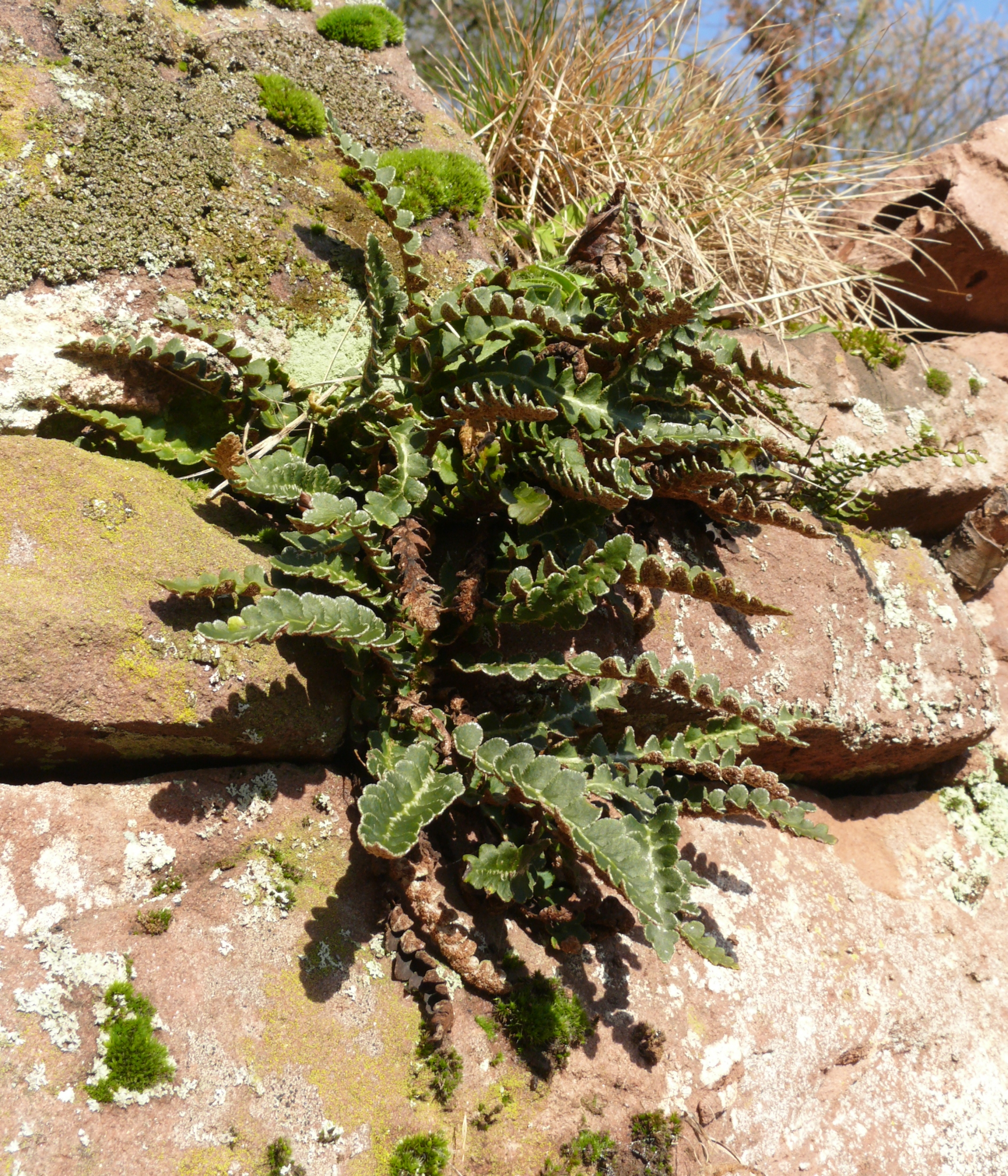
En su hábitat

## Descripción
Se trata de una planta con un rizoma grueso y corto, del cual emergen unas frondes, en fascículos densos, que poseen una lámina pinnada una vez, verdosa, glabra por el haz, con un indumento plateado por el envés; dichas pinnas son alternas, ovadas. El peciolo es menor en longitud que el limbo. Sus soros, carentes de indusio, son lineares. 2n=144.

## Distribución y hábitat
Se trata de una especie propia de Europa occidental y central, incluyendo la región mediterránea hasta Asia, en su zona templada. Su hábitat preferente consiste en fisuras de rocas, especialmente sobre sustratos calizos.
Posee aplicaciones en medicina popular como diurético.

## Propiedades
Principios activos: se ha descrito la presencia de taninos, ácidos orgánicos y mucílagos.
Se ha utilizado como diurético, colerético, hipotensor, hipoviscosizante, tónico general y antitusivo. Indicado para estados en los que se requiera un aumento de la diuresis: afecciones genitourinarias (cistitis, ureteritis, uretritis, oliguria, urolitiasis), hiperazotemia, hiperuricemia, gota, hipertensión arterial, edemas o sobrepeso acompañado de retención de líquidos.
Se usan las partes aéreas. Se recolecta de mayo a agosto. se puede preparar como cocimiento o como infusión.

## Taxonomía
Ceterach officinarum fue descrita por Carl Ludwig Willdenow  y publicado en Anleitung zum Selbststudium der Botanik 578. 1804.
Citología
Número de cromosomas de Ceterach officinarum (Fam. Aspleniaceae) y táxones infraespecíficos: 
2n=144
Sinonimia
- Asplenium ceterach L.[6]

## Nombres comunes
- Castellano: adoradilla, capilera dorada, ceterach, charranguilla, culantrillo, dorada, doradilla, doradillo, dorailla, doraílla, escolopendria, hierba de la tos, hierba del oro, hierba dorada, hierba dorailla, hierba plateada, ormabelarra, pulipodio, pulmonaria dorada, rompepiedra, sardineta, té, té bravío, yerba dorada, zanca morenilla.[7]